# Metastelma stenomeres
Metastelma stenomeres är en oleanderväxtart som först beskrevs av Standley och Steyermark, och fick sitt nu gällande namn av W.D. Stevens. Metastelma stenomeres ingår i släktet Metastelma och familjen oleanderväxter. Inga underarter finns listade i Catalogue of Life.